# Yves Yuvuladio
Yves Yuvuladio (Kinshasa, Zaire, 5 de marzo de 1978) es un exfutbolista de la República Democrática del Congo que jugaba en la posición de defensa.

## Carrera

### Club
| Periodo   | Club                          |
| --------- | ----------------------------- |
| 1997-1998 | Şekerspor                     |
| 1998-2000 | DC Motema Pembe               |
| 2001-2002 | Erzurumspor                   |
| 2002-2003 | DC Motema Pembe               |
| 2003-2004 | Espérance ST                  |
| 2004-2006 | Hapoel Haifa FC               |
| 2006-2007 | Hapoel Ironi Kiryat Shmona FC |
| 2007-2008 | Hapoel Petah Tikva FC         |
| 2008-2009 | Hapoel Bnei Lod FC            |

### Selección nacional
Jugó para República Democrática del Congo en 13 ocasiones de 1999 a 2002 y anotó un gol; el cual fue en la victoria por 3-1 ante Costa de Marfil en Kayes, Malí por la Copa Africana de Naciones 2002. Participó en dos ediciones de la Copa Africana de Naciones.

## Logros
- Linafoot (2): 1998, 1999
- CLP-1 (1): 2003-04
- Copa Toto (1): 2007-08